# فوتبال در مراکش
فوتبال پرطرفدارترین ورزش در مراکش است. هیئت اداره‌کننده فوتبال در این کشور فدراسیون سلطنتی فوتبال مراکش است. تیم ملی فوتبال مراکش قهرمانی جام ملت‌های آفریقا ۱۹۷۶، دو قهرمانی در قهرمانی ملت‌های آفریقا و یک قهرمانی در جام عرب فیفا را در کارنامه دارد. این تیم شش مرتبه به جام جهانی فوتبال راه یافته‌است. بهترین نتیجه‌ای که این تیم در جام جهانی کسب کرده، در ۲۰۲۲ بوده که در این تورنومنت به نخستین تیم ملی آفریقایی و عرب بدل شد که به نیمه‌نهایی راه یافته‌است.